# Fred Smeijers
Fred Smeijers, né en 1961 à Eindhoven,  est un typographe, créateur de caractères, enseignant et auteur néerlandais.

## Biographie
Fred Smeijers a étudié à l'école ArtEZ (en) à Arnhem au début des années 1980. Il a commencé à travailler comme typographe chez Océ, un fabricant néerlandais de matériel d'imprimerie et de photocopie pour lequel il a créé des polices pour imprimantes laser.
Son intérêt pour les contrepoinçons a influencé son travail de typographe. Plus tard, il écrira un livre à leur sujet.
Il a travaillé comme créateur de caractères et de logotypes pour Canon, TomTom, Philips et d'autres.
Il est chercheur au musée Plantin-Moretus à Anvers et enseigne la typographie à Leipzig et à La Haye.
Il a reçu le prix Gerrit Noordzij en 2001.

## Caractères

Arnhem, un caractère dessiné par Fred Smeijers

Smeijers a notamment dessiné les polices suivantes :
- FF Quadraat
- FF Quadraat Sans
- FF Quadraat Mono
- Renard
- Nobel (en collaboration avec Andrea Fuchs)
- Arnhem
- Fresco
- Custodia
- Sansa
- Monitor
- Ludwig

## Ouvrages
- (en) Counterpunch, making type in the sixteenth century, designing typefaces now, Londres, Hyphen Press, 1996
  - Les Contrepoinçons (trad. Amarante Szidon), Paris, éditions B42, 2014, 216 p. (ISBN 978-2-917855-51-5 et 2-917855-51-7)
- (en) Type Now, Londres, Hyphen Press, 2011